# Bruno Apitz

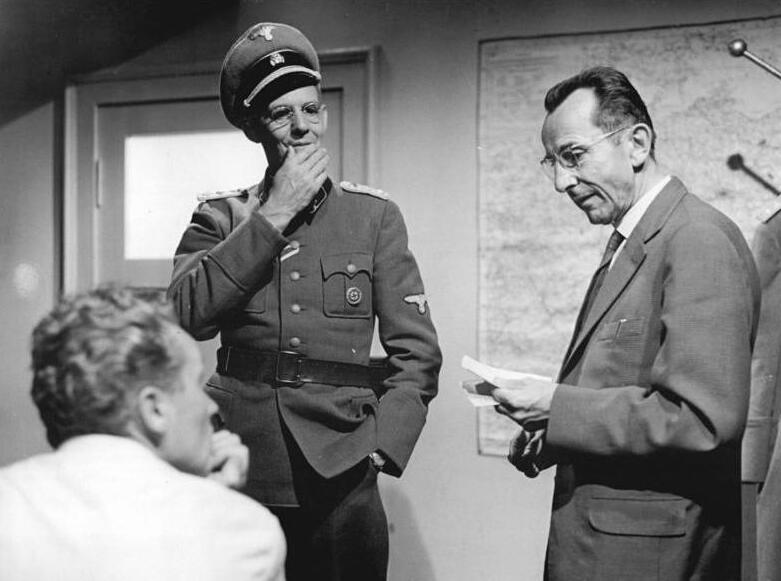
Bruno Apitz (po prawej) w scenie z filmu Nadzy wśród wilków.

Bruno Apitz (ur. 28 kwietnia 1900 w Lipsku, zm. 7 kwietnia 1979 w Berlinie) – niemiecki pisarz tworzący w Niemieckiej Republice Demokratycznej.

## Życiorys
W latach 1937–1945 był więźniem obozu koncentracyjnego Buchenwald. Jego najbardziej znanym dziełem jest, zawierająca wątki własnych przeżyć obozowych, powieść Nadzy wśród wilków (1958, niem. Nackt unter Wölfen) opowiadająca o działalności ruchu oporu w Buchenwaldzie. Powieść była dwukrotnie ekranizowana. Z inspiracji powieścią powstał utwór „Naked Among Wolves” niemieckiej grupy muzycznej Heaven Shall Burn, opublikowany na albumie Whatever It May Take (2002).